# Olidiana
Olidiana (лат.) — род прыгающих насекомых из семейства цикадок (Cicadellidae). Более 80 видов.

## Описание
Небольшого размера прыгающие равнокрылые насекомые. Палеотропическая группа. Среднего размера, тело цилиндрической формы (обычно около 1 см).
Пигофер на латеральном виде треугольный, длиннее своей высоты, без заметного каудодорсального выступа, но с маленькой апикальной лопастью, часто с каудовентральным выступом. Субгенитальная пластинка от голой до щетинистой. Эдеагус длинный, узкий, трубчатый с одним коротким или длинным субапикальным отростком, иногда с маленькими зубцами или щетинками вблизи или рядом с субапикальным отростком. Дистальный сегмент рострума цилиндрический. Передние крылья обычно без поперечной жилки r-m1. Голени передней пары ног с рядом макрощетинок. Яйцеклад тонкий со срединным дорсальным зубцом.

## Систематика
Род из подсемейства Coelidiinae. Включает более 80 видов. Название Olidiana Mckamey 2006 было предложено в качестве замещающего для Lodiana Nielson 1982. Сходны с родом Calodia по общему габитусу.
- Olidiana alata
- Olidiana alvea
- Olidiana aperta
- Olidiana bedardi
- Olidiana bifurcata
- Olidiana bigemina
- Olidiana biungulata
- Olidiana boninensis
- Olidiana brevis
- Olidiana brevisina
- Olidiana brevissima
- Olidiana cladopenis
- Olidiana corneola
- Olidiana ctenostyla
- Olidiana cupraria
- Olidiana curta
- Olidiana curvispinata
- Olidiana fasciculata
- Olidiana fissa
- Olidiana flavofascia
- Olidiana fletcheri
- Olidiana fringa
- Olidiana furcata
- Olidiana genista
- Olidiana gladia
- Olidiana hamularis
- Olidiana huangi
- Olidiana huoshanensis
- Olidiana knowltoni
- Olidiana kodeti
- Olidiana lamina
- Olidiana laminapellucida
- Olidiana laminispinosa
- Olidiana lanceolata
- Olidiana longilamina
- Olidiana marginifrons
- Olidiana mecistenata
- Olidiana munda
- Olidiana mutabilis
- Olidiana nielsoni
- Olidiana nigridorsum
- Olidiana nocturnus
- Olidiana opulentus
- Olidiana ornata
- Olidiana parapectinata
- Olidiana pectinata
- Olidiana pectiniformis
- Olidiana pectitus
- Olidiana peniculata
- Olidiana perbrevis
- Olidiana percultus
- Olidiana platyfasciata
- Olidiana polyspinata
- Olidiana praetextus
- Olidiana recurvata
- Olidiana reidi
- Olidiana ritcheri
- Olidiana ritcheriina
- Olidiana scopae
- Olidiana scutopunctata
- Olidiana serra
- Olidiana setacea
- Olidiana signata
- Olidiana singularis
- Olidiana spiculata
- Olidiana spina
- Olidiana spira
- Olidiana tantula
- Olidiana tongmaiensis
- Olidiana uenoi
- Olidiana umroensis
- Olidiana unica
- Olidiana unidenta
- Olidiana ventrosola
- Olidiana viraktamathi
- Olidiana xanthopronotata
- Olidiana yangi
- Olidiana zhengi
- Другие виды